# Eschweilera chartaceifolia
Eschweilera chartaceifolia är en tvåhjärtbladig växtart som beskrevs av Scott A. Mori. Eschweilera chartaceifolia ingår i släktet Eschweilera och familjen Lecythidaceae. Inga underarter finns listade i Catalogue of Life.